# Krešimir Maraković
Krešimir Maraković (1. listopada 1980.)  hrvatski rukometaš koji danas igra za Kadetten Schaffhausen.
Pozicija: srednji vanjski, visina: 188 cm, težina: 88 kg.
Imao je dosad 13 nastupa za hrvatsku rukomentnu reprezentaciju.
Krešimir Maraković je došao iz IK Sävehof u Kadetten Schaffhausen.
Igrao je za:
- R.K. Croatia Osiguranje Zagreb
- RK Umag (2003/04)
- RK Perutnina Pipo IPC Čakovec (2004/05)
- RK Poreč (2005/06)
- IK Sävehof (do studenog 2006.)
- Kadetten Schaffhausen